# Juan Carlos Garay (futbolista)
Juan Carlos Garay (Quito, 15 de septiembre de 1968) es un exfutbolista y director técnico ecuatoriano.
Jugador profesional hasta el 2004, figura de El Nacional y de la Selección Ecuatoriana. Actualmente es entrenador de Mushuc Runa de la Serie B de Ecuador.

## Trayectoria

### Como jugador
Comenzó jugando en el América de Quito en el año 1986, pero sería su paso por el Club CD El Nacional su más destacada participación como mediocampista. Participaría en un total de 28 partidos con la Selección de Fútbol del Ecuador, entre los que se encuentran los llevados a cabo en la Korea Cup: 1995 en donde quedó campeona la selección ecuatoriana.

### Como entrenador
En sus inicios se desempeñó como Asistente del destacado Director Técnico Carlos Sevilla Dalgo en Sociedad Deportivo Quito en el año 2008, y una segunda ocasión en el año 2010, ganando el Campeonato Ecuatoriano de Fútbol 2008 y obteniendo el tercer lugar en el Campeonato Ecuatoriano de Fútbol 2010 clasificándose a la zona de repesca de la Copa Libertadores 2011.
En el 2011 es designado como Director Técnico de las Reservas de Sociedad Deportivo Quito bajo la supervisión del principal de las formativas Víctor Manuel Battaini. Ese año llegarían a ser Campeones del Torneo de Reservas de la Serie A de Ecuador, superando al Equipo de reserva del Olmedo, empatando en el partido de ida en la ciudad de Riobamba 2-2 y en la Ciudad de Quito 1-1.
En el año 2012 clasifica a la final del Torneo de Reservas de la Serie A de Ecuador, ganado la primera etapa con una campaña del equipo azulgrana de reserva de 21 partidos jugados en los cuales ha conseguido 14 victorias, 4 empates y 3 derrotas. Suman 47 goles a favor y recibieron 21 tantos en contra. Lastimosamente en la final pierde su título ante el equipo de reserva de Independiente del Valle, en la ida el marcador finalizó 0-0 y el partido de vuelta Independiente vence a los chullas 1-0.
En ese mismo año 2012,  Juan Carlos Garay asumió las riendas del equipo principal de Deportivo Quito de forma interina durante los 3 últimos partidos de la primera etapa del Campeonato Ecuatoriano de Fútbol 2012 debido a la abrupta salida del Director Técnico Carlos Ischia. Para la segunda etapa del mismo campeonato Garay volvería a ser asistente del cuerpo técnico del Elenco de la Plaza del Teatro pero esta vez bajo el mando del Director Técnico Nelson Acosta. Meses después Juan Carlos Garay volvió a tomar interinamente el mando del Equipo Azul Grana, ante la salida de Nelson Acosta, hasta que Rubén Darío Insua asumió el cargo y Garay regreso a dirigir las Reservas de Deportivo Quito
A finales de 2013 Sociedad Deportivo Quito atraviesa una crisis económica que le obliga a prescindir de varias de sus figuras, así como de su Director Técnico Rubén Darío Insua para el  Campeonato Ecuatoriano de Fútbol 2014, por ello la Directiva de la Institución Azul Grana encabezada por Eugenio Romero, decide empezar un proyecto a largo plazo en donde se de prioridad a los jugadores que salen de las canteras chullas con el fin de disminuir considerablemente costos de la plantilla y promocionar jugadores que formen un equipo competitivo y que puedan presentar ingresos por futuras ventas. De esta manera se designa a Juan Carlos Garay como Director Técnico del equipo principal para la próxima temporada 2014, junto con el Prof. Eduardo Vaca - Asistente Técnico (Exjugador profesional y director técnico de las formativas de LDU), el Prof. Ignacio Barboza - Preparador Físico (Profesional uruguayo que ha cumplido importante labor en equipos de su país como Fenix y Cerro. En Ecuador trabajó en 2011 en el C.D. Espoli), y el Prof. Fernando Moya - Preparador de Arqueros (Ex guardameta de Deportivo Quito, trabajó en equipos de primera del país como Liga, El Nacional y Deportivo Cuenca.)

## Trayectoria como jugador
| Club                  | País    | Año       |
| --------------------- | ------- | --------- |
| América de Quito      | Ecuador | 1986–1988 |
| El Nacional           | Ecuador | 1988      |
| Olmedo                | Ecuador | 1988      |
| El Nacional           | Ecuador | 1989–1994 |
| LDU Quito             | Ecuador | 1995–1996 |
| Espoli                | Ecuador | 1997–2000 |
| Deportivo Saquisilí   | Ecuador | 2000–2001 |
| Macará                | Ecuador | 2001      |
| Universidad Católica  | Ecuador | 2002      |
| Aucas                 | Ecuador | 2002–2003 |
| Técnico Universitario | Ecuador | 2004      |

## Trayectoria como entrenador
| Club                   | País    | Año       |
| ---------------------- | ------- | --------- |
| Deportivo Quito        | Ecuador | 2014      |
| Pelileo                | Ecuador | 2015      |
| Clan Juvenil           | Ecuador | 2016-2017 |
| Mushuc Runa            | Ecuador | 2017-2018 |
| Atacames Sporting Club | Ecuador | 2020      |

## Palmarés

### Como entrenador
| Título                                         | Club                     | País    | Año  |
| ---------------------------------------------- | ------------------------ | ------- | ---- |
| Campeonato de Reserva de la Serie A de Ecuador | Sociedad Deportivo Quito | Ecuador | 2011 |

- Datos: Q2740375